# Corky Devlin
Walter James Devlin, detto Corky (Newark, 21 dicembre 1931 – 28 aprile 1995), è stato un cestista statunitense, professionista nella NBA.

## Carriera
Venne selezionato dai Philadelphia Warriors al secondo giro del Draft NBA 1955 (9ª scelta assoluta).